# Placospongia mixta
Placospongia mixta är en svampdjursart som beskrevs av Thiele 1900. Placospongia mixta ingår i släktet Placospongia och familjen Placospongiidae. Inga underarter finns listade i Catalogue of Life.